# Suore francescane missionarie di Susa
Le Suore francescane missionarie di Susa sono un istituto religioso femminile di diritto pontificio.

## Storia
La congregazione venne fondata a Susa il 4 ottobre 1882 dal vescovo Edoardo Giuseppe Rosaz (1830-1903) per la gestione del "Ritiro delle povere Figlie di Maria", una scuola per fanciulle povere aperta dallo stesso Rosaz nel 1856. Le prime postulanti si formarono presso le Figlie di Nostra Signora della Misericordia e la fraternità ricevette l'approvazione diocesana il 2 febbraio 1903.
L'istituto, aggregato all'Ordine dei Frati Minori Cappuccini dal 9 marzo 1906, ricevette il pontificio decreto di lode il 10 luglio 1934 e le sue costituzioni vennero approvate definitivamente dalla Santa Sede il 27 luglio 1942.
Il fondatore è stato beatificato da papa Giovanni Paolo II nel 1991.

## Attività e diffusione
Le Francescane Missionarie di Susa si dedicano alla cura degli ammalati poveri, sia a domicilio che negli ospedali, e all'assistenza e all'educazione dell'infanzia e della gioventù in asili, scuole e orfanotrofi.
Oltre che in Italia, sono presenti in Albania, Brasile, Mozambico; la sede generalizia è a Susa.
Al 31 dicembre 2005 l'istituto contava 139 religiose in 25 case.